# Phrynobatrachus minutus
Phrynobatrachus minutus és una espècie de granota que viu a Etiòpia, Kenya, Tanzània i Uganda.
Està amenaçada d'extinció per la pèrdua del seu hàbitat natural.